# بيتر دان
بيتر دان (6 أغسطس 1921 - 1 فبراير 2004) (بالإنجليزية: Peter Dunn)‏ هو لاعب كريكت أسترالي.

## وصلات خارجية
- بيتر دان على موقع إي آس بي آن كريك إنفو (الإنجليزية)